# Züünbayan, Sainshand
Züünbayan (tiếng Mông Cổ: Зүүнбаян), hay Zuun-Bayan, Zun-Bayan, Dzun-Bayan, là một khu định cư kiểu đô thị ở thành phố Sainshand, thủ phủ tỉnh Dornogovi, đông nam Mông Cổ. Khu dân cư này chính thức là bag (xã) thứ năm của thành phố. Khu vực kiểm soát bởi thành phố được mở rộng khoảng 50 km về phía nam tới sa mạc Gobi, bao gồm Züünbayan. Vào năm 2008, dân số bag là khoảng 1.606 người.

## Lịch sử
Mỏ dầu Züünbayan ở Đông Gobi được phát hiện bởi nhà địa chất người Mông Cổ J. Dugersuren và nhà địa chất Liên Xô Yu.S.Zhelubovsky vào năm 1940. Từ năm 1950 đến 1969, hơn 4 triệu thùng (640.000 m3) dầu được sản xuất từ mỏ dầu Züünbayan và tổng cộng 7 triệu thùng (1.100.000 m3) dầu (bao gồm cả nhẹ hơn dầu nhập khẩu từ Nga để trộn với dầu Züünbayan) đã được xử lý tại nhà máy lọc dầu, nơi cung cấp hơn 20% nhu cầu nhiên liệu và dầu nhờn của đất nước trong thời kỳ đó. Tuy nhiên, do một số yếu tố như áp suất giảm, vụ tai nạn hỏa hoạn đã phá hủy nhà máy lọc dầu và khám phá các mỏ dầu khổng lồ ở phía tây Siberia, Nga, các hoạt động dầu khí ở Mông Cổ đã chấm dứt vào năm 1969.

## Giao thông
Tuyến đường sắt dài 62 km nối Züünbayan đến ga Sainshand trên tuyến Đường sắt Xuyên Mông Cổ. Sân bay nằm cách Züünbayan 14 km về phía đông.